# Jeuxvideo.com
Jeuxvideo.com（Jeux Vidéo : ジュー・ビデオ）は、1997年に開設されたフランスのコンピュータゲームサイト。

## 歴史
このサイトはWorld Wide Web以前のミニテル上において、1995年にセバスティアン・ピサヴィが開設したゲームのヒント集が前身となっている。ピサヴィは1997年に自身のコンテンツをJeuxvideo.comとして再編した。ピサヴィは2012年まで独立的にサイトを運営していたが、2000年にはゲームロフトがこのサイトのシェアの80％を買収した。

## フォーラム
Jeuxvideo.comのフォーラムにルールはほとんどなく、4chanと比較されることがある。